# IRobot Create

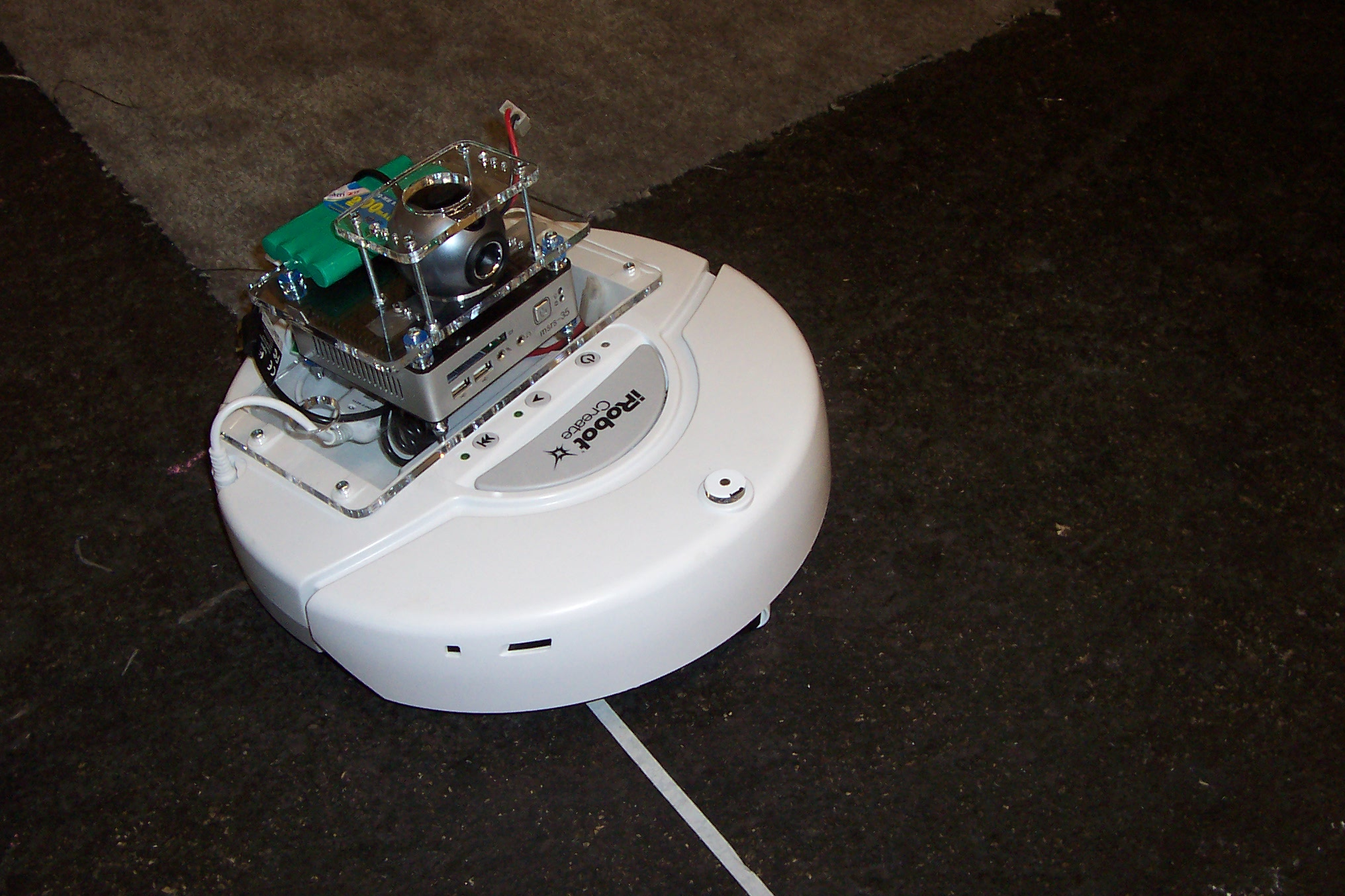
iRobot Create met camera

IRobot Create is een robot gebaseerd op de iRobot Roomba uit 2007. De Create is speciaal ontworpen door het Amerikaanse bedrijf iRobot voor knutselaars en zij die bezig zijn met roboticaontwikkeling.

## Basis
De iRobot Create is een laadruimte, met een 25 pins-connector. De laadruimte is er gelaten zodat men iets op de robot kan monteren. De connector kan worden gebruikt om de iRobot Create te programmeren. De iRobot Create is ook uitgerust om zijn sensorgegevens uit te sturen (bijvoorbeeld de muursensor, de afgrondsensor, batterijstatus).

## Command module
Doordat de iRobot Create een te klein geheugen heeft gaan vele op zoek naar een oplossing voor meer opslagcapaciteit. Het eerste wat men tegenkomt is de "Command module" met zijn extra connectors (vier DE-9-connectors en een USB-aansluiting). Het programma gewoon in de module geladen worden en hij zal zonder meer rondrijden en de functies uitvoeren die hem gegeven zijn.

## pc
Toch zijn er vele die verkiezen om de iRobot Create te besturen via de personal computer. Hiervoor is er een speciaal programma geschreven door de makers ("Create.1.0.1.2.exe"). Dit is een command-interface waar je de iRobot Create kan programmeren en aansturen. Je kan ook verkiezen om hem gewoon aan te sturen via C-code. Dit kun je snel en eenvoudig via o.a. Microsoft Visual Studio 2005.

## Extra accessoires
De iRobot Create kan worden gebruikt met een aantal extra's. Zoals:
Virtuele muurDeze module bestaat uit een infraroodstraal die de iRobot Create zal waarnemen met zijn infraroodsensor. De module plaatst je om de iRobot Create zijn gebied af te bakenen.
LaadstationIs een module waar de iRobot Create zelfstandig kan opladen. Als hij geprogrammeerd is om zelf op te laden, zal wanneer zijn batterij bijna leeg is, de iRobot Create terugkeren naar zijn basisstation. Eenmaal opgeladen gaat hij dan weer gewoon verder met wat hij bezig was.
AfstandsbedieningOm de iRobot Create manueel aan te sturen is er een afstandsbediening gemaakt. Deze laat toe om de basisbewegingen te doen met de iRobot, waaronder aan, uit, vooruit, achteruit, links en rechts.